# جدعون إليوت
جدعون إليوت (بالإنجليزية: Gideon Elliott)‏ (17 أبريل 1828 في المملكة المتحدة - 15 فبراير 1869 في أستراليا) هو لاعب كريكت أسترالي. لعب مع فريق فكتوريا للكريكت.

## وصلات خارجية
- جدعون إليوت على موقع إي آس بي آن كريك إنفو (الإنجليزية)